# Karnegijeva
La rue Karnegijeva (en serbe cyrillique : Карнегијева) est une rue de Belgrade, la capitale de la Serbie, située dans la municipalité urbaine de Palilula.

## Parcours
La rue Karnegijeva naît au croisement de la rue Kraljice Marije et de la rue Vladeta dont elle constitue le prolongement. Elle s'oriente vers le sud-ouest, traverse la rue Ilije Garašanina et se termine à la hauteur du Bulevar kralja Aleksandra.

## Architecture
Le bâtiment des Archives de Serbie, situé au n° 2, a été construit en 1928 sur des plans de l'architecte d'origine russe Nikola Krasnov (1864-1939) ; caractéristique de l'académisme, il est aujourd'hui inscrit sur la liste des biens culturels de la Ville de Belgrade,.

## Éducation
La Faculté de technologie et de métallurgie de l'université de Belgrade, fondée en 1948, est établie au n° 4.

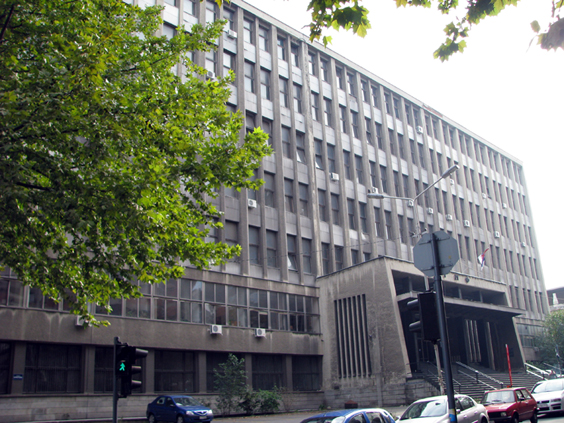
La Faculté de technologie et de métallurgie de l'université de Belgrade